# Akatek
Akatek (Acatec, Acateco; izvorno Akatecos. Isto i Zapadni Kanjobali) jedno je od plemena Indijanaca Maya uže grupe Kanjobal, nastanjeno u gvatemalskom departmanu Huehuetenango. 1998. godine većina od preko 58 000 živi u Gvatemali, te nekih 10 000 u susjednom Meksiku (Chiapas i Quintana Roo). 
Akatekima prvo opada populacija dolaskom Španjolskih konkvistadora 1530.-tih godina, a počinje polako rasti tek u 19. stoljeću. U 20. stoljeću pojačavaju se političke represije, pa 1980.-tih mnogi emigriraju u Meksiko, SAD-a u izbjegličke logore.

## Vanjske poveznice
- Petrona Tomas  Arhivirana inačica izvorne stranice od 16. veljače 2006. (Wayback Machine)